# フロリダ国際大学
フロリダ国際大学（フロリダこくさいだいがく、Florida International University、略称：FIU）は、アメリカ合衆国フロリダ州のマイアミ郊外にある州立大学。フロリダ州立大学システムに含まれる。学生数は5万人を超えるマンモス大学である。ヒスパニック系の学生が多い。Masters of Science in Forensic Chemistry（法化学修士）は全米Top5に入るほど有名。
キャンパス内にアメリカ国立気象局の国立ハリケーンセンターが所在する。

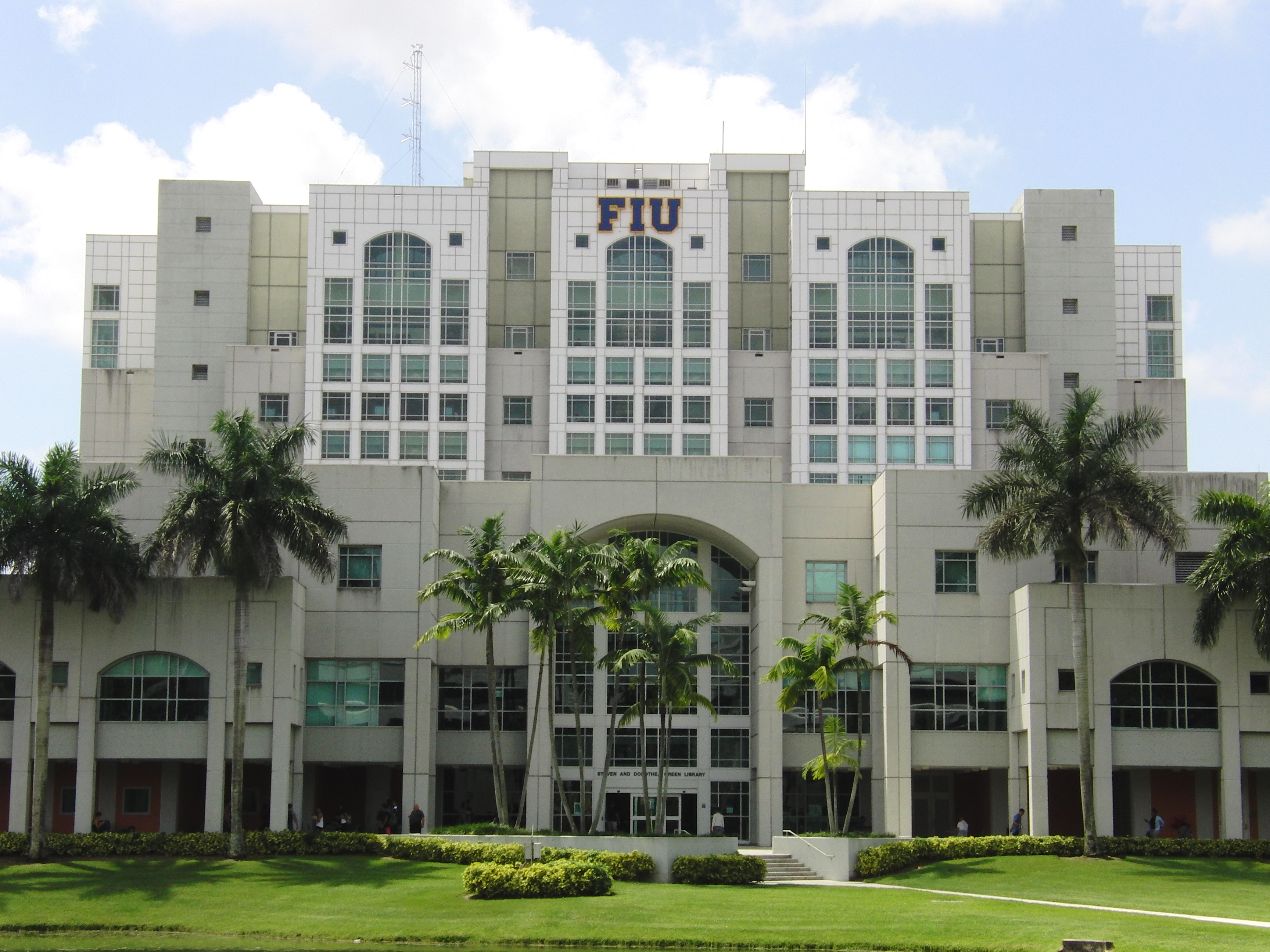
中央図書館